# 重松直樹 (俳優)
重松 直樹（しげまつ なおき、1996年4月3日 - ）は、日本の俳優。AZ PROMOTION所属。日本芸術専門学校出身。

## 出演

### テレビドラマ
- 大奥 - 吉宗時代の中臈役[2]

### 舞台
- 毛皮のマリー（2019年4月） - 美女の亡霊役
- ハイブリッド・イマーシブシアター「同窓会」（2023年1月） - ウエイター役
- 舞台『吸血鬼すぐ死ぬ』（2023年6月） - サテツ役[3]

### ミュージカル
- ミュージカル「ラブ・ネバー・ダイ」（2019年1月） - ガングル役
- ミュージカル「わだつみのこえ」（2019年11月） - 原 裕太役

### オペラ
- アイーダ
- トゥーランドット